# Onchocalanus hirtipes
Onchocalanus hirtipes är en kräftdjursart som beskrevs av Georg Ossian Sars 1905. Onchocalanus hirtipes ingår i släktet Onchocalanus och familjen Phaennidae. Inga underarter finns listade i Catalogue of Life.